# Papyrus 92
Papyrus 92 (nummering naar Gregory-Aland) of {\displaystyle {\mathfrak {P}}^{92}} of P. Narmuthis 69.39a/229a, is een oud Grieks handschrift van het Nieuwe Testament. Op grond van het schrifttype wordt gedacht dat het uit het begin van de 4e of 3e eeuw dateert.
Het handschrift is geschreven op Papyrus en bevat:
- Efeziërs 1: 11-13; 1: 19-21
- 2 Tess. 1: 4,5; 1:11,12[3]

## Beschrijving
Er konden 27 regels op een bladzijde. De Griekse tekst van deze codex vertegenwoordigt de Alexandrijnse tekst en is dus verwant aan Papyrus 46, Codex Sinaiticus, en Codex Vaticanus. Het wordt tegenwoordig bewaard in het Egyptisch Museum (Inv. 69,39a + 69,229a) in Caïro.